# Alpouro
Der Alpouro ist ein linker, 86 km langer Nebenfluss des Ouémé in Benin.

## Verlauf
Er fließt in weitgehend in südlicher Richtung und mündet südlich der Stadt Bori in den Ouémé, der bis dahin noch Affon genannt wird.

## Hydrometrie
Die durchschnittliche monatliche Durchströmung des Alpouro gemessen an der hydrologischen Station Gourou-Bori, bei etwa 80 % des Einzugsgebietes, in m³/s. Hier dargestellt zwischen den Jahren 1983 und 1989.